# Internazionali di Tennis di Baviera 2003
Gli Internazionali di Tennis di Baviera 2003 sono stati un torneo di tennis giocato sulla terra rossa. È stata la 88ª edizione del torneo, facente parte della categoria International Series nell'ambito dell'ATP Tour 2003. Si è giocato a Monaco di Baviera in Germania, dal 28 aprile al 5 maggio.

## Campioni

### Singolare
Roger Federer ha battuto in finale  Jarkko Nieminen per 6-1, 6-4.

### Doppio
Wayne Black /  Kevin Ullyett hanno battuto in finale  Joshua Eagle /  Jared Palmer per 6-3, 7-5.